# Auquemesnil
Auquemesnil ist eine Commune déléguée in der französischen Gemeinde Petit-Caux mit 260 Einwohnern (Stand 1. Januar 2022) im Département Seine-Maritime in der Region Normandie. 
Die Gemeinde Auquemesnil wurde am 1. Januar 2016 mit 17 weiteren Gemeinden zur Commune nouvelle Petit-Caux zusammengeschlossen. Sie hat seither den Status einer Commune déléguée. Die Gemeinde Auquemesnil gehörte zum Arrondissement Dieppe und zum Kanton Dieppe-2.

## Geographie
Auquemesnil liegt etwa 19 Kilometer östlich von Dieppe.

## Bevölkerungsentwicklung
| Jahr                      | 1962 | 1968 | 1975 | 1982 | 1990 | 1999 | 2008 |
| Einwohner                 | 289  | 288  | 259  | 241  | 239  | 245  | 302  |
| Quelle: Cassini und INSEE |      |      |      |      |      |      |      |

## Sehenswürdigkeiten
- Kirche Saint-Laurent
- Kriegerdenkmal